# Monti del Partenio
I Monti del Partenio, o Monti di Avella (con cui talvolta si denota solo una parte di essi), sono una serie di cime dell'Appennino campano, quasi interamente compresa nella provincia di Avellino. Si sviluppano in direzione ovest-est dal comune di San Felice a Cancello fino a quelli di Pannarano e di Mugnano del Cardinale (i cui abitati sono situati a nord e sud della catena, rispettivamente), per proseguire in direzione sud-est fino a Mercogliano.
Una delle ultime cime del gruppo è Montevergine, su cui si trova l'omonimo santuario, e da cui prende il nome tutto il gruppo (attraverso il greco antico παρθένος, "vergine"). Il punto più alto della catena, a 1.598 m s.l.m., è il monte Acerone di Avella.
Il patrimonio naturale della catena montuosa è protetto dal Parco regionale del Partenio.

## Strutturazione geologica
La catena del Partenio, o dei Monti di Avella, è costituita da sedimenti carbonatici della successione mesozoica, ricoperti da sporadiche placche di sedimenti terziari e da una estesa, anche se generalmente poco potente copertura di materiali piroclastici, i quali hanno favorito la formazione del terreno vegetale.
La successione mesozoica è costituita da termini carbonatici di età giurassica e cretacica; questi terreni appartengono alla unità stratigrafico-strutturale della piattaforma carbonatica interna (piattaforma campano-lucana). Poiché, come già detto, la quasi totalità dei terreni che costituiscono questi rilievi sono carbonatici, e, per la maggior parte, calcari puri, sarebbe da aspettarsi un carsismo molto spinto, sia con profonde voragini verticali, sia con grandiose cavità a sviluppo orizzontale. In effetti, laddove i calcari affiorano, il carsismo superficiale è ben evidente e sono note alcune cavità di dimensioni piccole e medie, ma sono però sconosciuti, almeno finora, sistemi ipogei di grosse dimensioni. La ragione della poca diffusione del carsismo sotterraneo in questa zona è da attribuirsi sia a fattori morfologici-strutturali, sia alla presenza di una estesa copertura.
L'insieme del Partenio, infatti, può considerarsi costituito da almeno tre dorsali, di diverse dimensioni, allungate tutte da est a ovest, e separate da profondi valloni, con corsi d'acqua effimeri, che scorrono da oriente a occidente, perdendo rapidamente quota. Questa particolare morfologia facilita il rapido deflusso delle acque meteoriche lungo i ripidi valloncelli. laterali e rende più difficile l'assorbimento localizzato di grandi masse d'acqua; anche la estesa copertura di materiali piroclastici favorisce lo scorrimento superficiale delle acque e un assorbimento diffuso, e quindi rallenta il processo carsogenetico profondo.

## Altitudini
| Nome del monte    | (>1350 m s.l.m.) |
| ----------------- | ---------------- |
| Acerone di Avella | 1.598            |
| Ciesco Bianco     | 1.589            |
| Partenio          | 1.573            |
| Vallatrone        | 1.517            |
| Porca delle Pere  | 1.506            |
| Montevergine      | 1.493            |
| Toppola Grande    | 1.368            |
| Ciesco Alto       | 1.357            |